# Andrzej Macur
Andrzej Macur (ur. 1 lutego 1959 w Zielonej Górze) – polski strzelec sportowy, medalista mistrzostw świata i Europy, trener, olimpijczyk z Moskwy 1980.
Specjalista od strzelania z pistoletu szybkostrzelnego. Zawodnik Gwardii Zielona Góra. Dwukrotny mistrz Polski w strzelaniu z pistoletu do sylwetek w latach 1976, 1988.
Jako junior wywalczył w roku 1976 srebrne medale mistrzostw Europy juniorów w konkurencji pistoletu szybkostrzelnego 2 × 30 strzałów indywidualnie i drużynowo.
W roku 1977 został mistrzem Europy juniorów w strzelaniu z pistoletu pneumatycznego 40 strzałów w drużynie oraz w strzelaniu z pistoletu szybkostrzelnego 2 × 30 strzałów indywidualnie, a w drużynie zdobył brązowy medal.
Medalista mistrzostw świata w strzelaniu z pistoletu szybkostrzelnego 2x30 strzałów: złoty w drużynie w roku 1994 (partnerami byli: Krzysztof Kucharczyk i Adam Kaczmarek) i srebrny indywidualnie w roku 1986.
Medalista Mistrzostw Europy w strzelaniu z pistoletu szybkostrzelngo 2x30 strzałów drużynowo (partnerami byli:Krzysztof Kucharczyk, Adam Kaczmarek): srebrny w roku 1989 i brązowy w roku 1987.
Na igrzyskach w roku 1980 w Moskwie wystartował w strzelaniu z pistoletu szybkostrzelnego dystans 25 m zajmując 14. miejsce.
Mistrz Sportu, odznaczony m.in. złotym i czterokrotnie Srebrnym Medalem za Wybitne Osiągnięcia Sportowe. Rozwiedziony (był mężem olimpijki Julity Kałasy), ma dwie córki: Justynę (1981) i Krystynę (1995). Mieszka w Zielonej Górze.